# Ingeborg Olsen
Ingeborg Olsen var en dansk skuespillerinde, der har medvirket i en række stumfilm mellem 1913 og 1915.

## Filmografi
- Hans vanskeligste Rolle (August Blom, 1913)
- Elskovsleg (Holger-Madsen, August Blom, 1914)
- Skyldig? - ikke skyldig?  (Karl Ludwig Schröder, 1914)
- Amors Krogveje (Robert Dinesen, 1914)
- En stærkere Magt (Hjalmar Davidsen, 1914)
- Gar el Hama III (Robert Dinesen, 1914)
- Ægteskab og Pigesjov (August Blom, 1914)
- Den fjerde Dame (Eduard Schnedler-Sørensen, 1914)
- Detektivens Barnepige (Hjalmar Davidsen, 1914)
- Min Ven Levy (Holger-Madsen, 1914)
- Ned med Vaabnene! (Holger-Madsen, 1915)
- Evangeliemandens Liv (Holger-Madsen, 1915)
- Nattens Gaade (Hjalmar Davidsen, 1915)
- Stribolt paa Kærlighedsstien (A.W. Sandberg, 1915)
- Kærlighedens Firkløver (Alfred Cohn, 1915)
- Kærlighed og Mobilisering (Lau Lauritzen Sr., 1915)
- Kvinden han frelste (Robert Dinesen, 1915)
- 500 Kroner inden Lørdag (Holger-Madsen, 1915)
- Ungkarl og Ægtemand (A.W. Sandberg, 1915)
- Tre om Een (Lau Lauritzen Sr., 1915)
- Om Kap med Døden (som Marie, Kobels hustru; Robert Dinesen, 1915)
- Drankersken (Hjalmar Davidsen, 1915)